# Muse Watson
Muse Watson (n. 20 iulie 1948, Alexandria, Louisiana) este un actor american cunoscut în special pentru rolul din Prison Break difuzate de Fox. 

## Filmografie
| An   | Titlu                                                 | Rol                   | Note          |
| ---- | ----------------------------------------------------- | --------------------- | ------------- |
| 1989 | Black Rainbow                                         | Ofițer de poliție     |               |
| 1990 | The Handmaid's Tale                                   | Gardian               |               |
| 1993 | Sommersby                                             | Drifter #1            |               |
| 1995 | Something to Talk About                               | Hank Corrigan         |               |
| 1995 | The Journey of August King                            | Zimmer                |               |
| 1995 | Assassins                                             | Ketcham               |               |
| 1997 | Rosewood                                              | Henry Andrews         |               |
| 1997 | I Know What You Did Last Summer                       | Benjamin Willis       |               |
| 1997 | Acts of Betrayal                                      | Trenton Fraser / Mars |               |
| 1997 | Lolita                                                | (nem.)                |               |
| 1998 | Heartwood                                             | Deputy Jim Keller     |               |
| 1998 | If I Die Before I Wake                                | Daryl                 |               |
| 1998 | Shadrach                                              | Căpitan               |               |
| 1998 | Break Up                                              | Baker Cop #1          |               |
| 1998 | I Still Know What You Did Last Summer                 | Benjamin Willis       |               |
| 1999 | The Art of a Bullet                                   | Căpitan Walters       |               |
| 1999 | From Dusk Till Dawn 2: Texas Blood Money              | C.W.                  | Direct pe-DVD |
| 1999 | Austin Powers: The Spy Who Shagged Me                 | Klansman              |               |
| 1999 | All the Rage                                          | Cleaner               |               |
| 2000 | Songcatcher                                           | Parley Gentry         |               |
| 2000 | Ten Grand                                             | Big Tony              | Direct-pe-DVD |
| 2001 | Morgan's Ferry                                        | Șerif                 |               |
| 2001 | American Outlaws                                      | Burly Detective       |               |
| 2002 | Hollywood Vampyr                                      | Prof. Fulton          |               |
| 2003 | Season of the Hunted                                  | Frank                 |               |
| 2003 | Wild Turkey                                           |                       | Scurtmetraj   |
| 2004 | The Last Summer                                       | Jerimiah Shuman       |               |
| 2004 | A Day Without a Mexican                               | Louis McClaire        |               |
| 2004 | The Dark Agent and the Passing of the Torch Chapter 7 | Lester King           | Scurtmetraj   |
| 2004 | Dead Birds                                            | Father                |               |
| 2004 | Christmas Child                                       | Jimmy-James           |               |
| 2005 | House of Grimm                                        |                       |               |
| 2005 | Iowa                                                  | Șerif Walker          |               |
| 2005 | End of the Spear                                      | Adolfo                |               |
| 2008 | Between the Sand and the Sky                          | Boss                  |               |
| 2009 | The Haircut                                           | Muse                  | Scurtmetraj   |
| 2009 | White Lightnin'                                       | D. Ray White          |               |
| 2009 | Stellina Blue                                         | Peter                 |               |
| 2009 | TiMER                                                 | Rick O'Leary          |               |
| 2010 | The Steamroom                                         | Pat                   |               |
| 2010 | Small Town Saturday Night                             | Charlie Carson        |               |
| 2010 | Piece                                                 | Lewis                 | Scurtmetraj   |
| 2010 | The Presence                                          | Mr. Browman           |               |
| 2010 | A Christmas Snow                                      | Sam                   |               |
| 2011 | The Dead Ones                                         | Gus                   |               |
| 2011 | The Lamp                                              | Sam                   |               |
| 2011 | Dear Shane                                            | Shane's Father        | Scurtmetraj   |
| 2012 | Of Silence                                            | Danny                 |               |
| 2012 | Meeting Evil                                          | Frank                 |               |
| 2012 | The Last Exorcism Part 2                              | Frank                 |               |
| 2012 | Compound Fracture                                     | Gary Woolffsen        |               |
| 2013 | Three Times a Lady                                    | Walter Justice        | Pre-producție |
| 2013 | My Name Is Paul                                       | Torin Walters         | Pre-producție |
| 2014 | Suburban Gothic                                       | Ambrose               |               |
| 2015 | Penance Lane                                          | Crazy Ray             | Pre-producție |

| An        | Titlu                          | Rol                      | Note                                                               |
| --------- | ------------------------------ | ------------------------ | ------------------------------------------------------------------ |
| 1990      | Blind Vengeance                | Varsac                   | Film TV                                                            |
| 1993      | Matlock                        | Patrol Officer           | Episodul: "The Debt"                                               |
| 1994      | Matlock                        | Security Man             | Episodul: "The Dare"                                               |
| 1994      | Leave of Absence               | Guy                      | Film TV                                                            |
| 1994      | Justice in a Small Town        | D.A. Robert Stubbs       | Film TV                                                            |
| 1995      | Tad                            | Tom Pendel               | Film TV                                                            |
| 1995      | Gramps                         | Father                   | Film TV                                                            |
| 1995      | Tecumseh: The Last Warrior     | Whitley                  | Film TV                                                            |
| 1995      | American Gothic                | Wash Sutpen              | Episodul: "Damned If You Don't"                                    |
| 1996      | The Lazarus Man                | Dawkins                  | Episodul: "Quality of the Enemy"                                   |
| 1998      | JAG                            | Admiral Arthur Fessenden | Episodul: "Innocence"                                              |
| 1998      | Saturday Night Live            | Benjamin Willis (nem.)   | Episodul: "Jennifer Love Hewitt/Beastie Boys"                      |
| 1999      | You Know My Name               | Cowboy Actor (nem.)      | Film TV                                                            |
| 1999      | Walker, Texas Ranger           | Freddy Forbes            | Episodul: "Team Cherokee: Part 1" Episode: "Team Cherokee: Part 2" |
| 2003      | The Last Cowboy                | Otis Bertram             | Film TV                                                            |
| 2004      | Frankenfish                    | Elmer                    | Film TV                                                            |
| 2005–2008 | Prison Break                   | Charles Westmoreland     | 19 episoade                                                        |
| 2006      | Jane Doe: The Harder They Fall | Captain Barnes           | Film TV                                                            |
| 2006      | Close to Home                  | Bob Peters               | Episodul: "A Father's Story"                                       |
| 2006–2013 | NCIS                           | Mike Franks              | 15 episoade                                                        |
| 2007      | Criminal Minds                 | Mickey Bates             | Episodul: "Revelations"                                            |
| 2007      | Ghost Whisperer                | Milt Charles (nem.)      | Episodul: "Delia's First Ghost"                                    |
| 2007      | CSI: Crime Scene Investigation | Station Yard Controller  | Episodul: "Who and What"                                           |
| 2008      | A Kiss at Midnight             | Ben Wiatt                | Film TV                                                            |
| 2009      | Cop House                      | Stubbs                   | Film TV                                                            |
| 2009      | The Mentalist                  | Jake Cooby               | Episodul: "Carnelian, Inc."                                        |
| 2009      | Cold Case                      | John Norwood             | Episodul: "November 22"                                            |
| 2009      | iCarly                         | Bucky                    | Episodul: "iHave My Principals"                                    |
| 2010      | Castle                         | Ivan Podofski            | Episodul: "Punked"                                                 |
| 2011      | Franklin & Bash                | Officer Tom Werth        | Episodl: "Go Tell It on the Mountain"                              |